# Сигейт (Бруклин)
Сигейт — охраняемый жилой комплекс, находящийся на западной оконечности Кони-Айленда в Бруклине, Нью-Йорк. Район застроен в основном односемейными домами. Вход, выход и порядок в микрорайоне контролируется Департаментом полиции Сигейта, основанным в 1899 году, который, тем не менее, подчиняется Департаменту полиции города Нью-Йорка.

## История
Изначально это место называлось Кони-Айленд Пойнт, а в 1860-х было переименовано в Нортон-Пойнт. Название происходило от фамилии владельца земельного участка Майкла «Молнии» Нортона. Нортон был политиком, состоявшим в Таммани-холл и имевшим тесные связи с Уильямом Твидом. В партнерстве с Джимом Мюрреем он построил гостиницу-казино с банными павильонами и рестораном. Кроме того под его контролем работало множество закусочных, питейных заведений и публичных домов. Район был печально известен из-за уличной преступности, падения нравов и всевозможной криминальной активности. В 1888 году Нортон продал участок Уильяму Зиглеру, президенту «Royal Baking Powder Co», а Алрик Мэн, девелопер и президент «Sea Beach Railroad Co.» начал застройку района четырьмя годами позже. Именно Мэн предложил сделать микрорайон закрытым. Район был огорожен забором, высотой 12 футов, а также было создано 2 входа. Один со стороны Surf Ave, другой со стороны Neptune Ave. В 1899 году участок был выкуплен Sea Gate Association. Примерно тогда же был снят запрет на поселение в Сигейте религиозных евреев. В настоящее время 75 % жителей района являются евреями.

## Описание

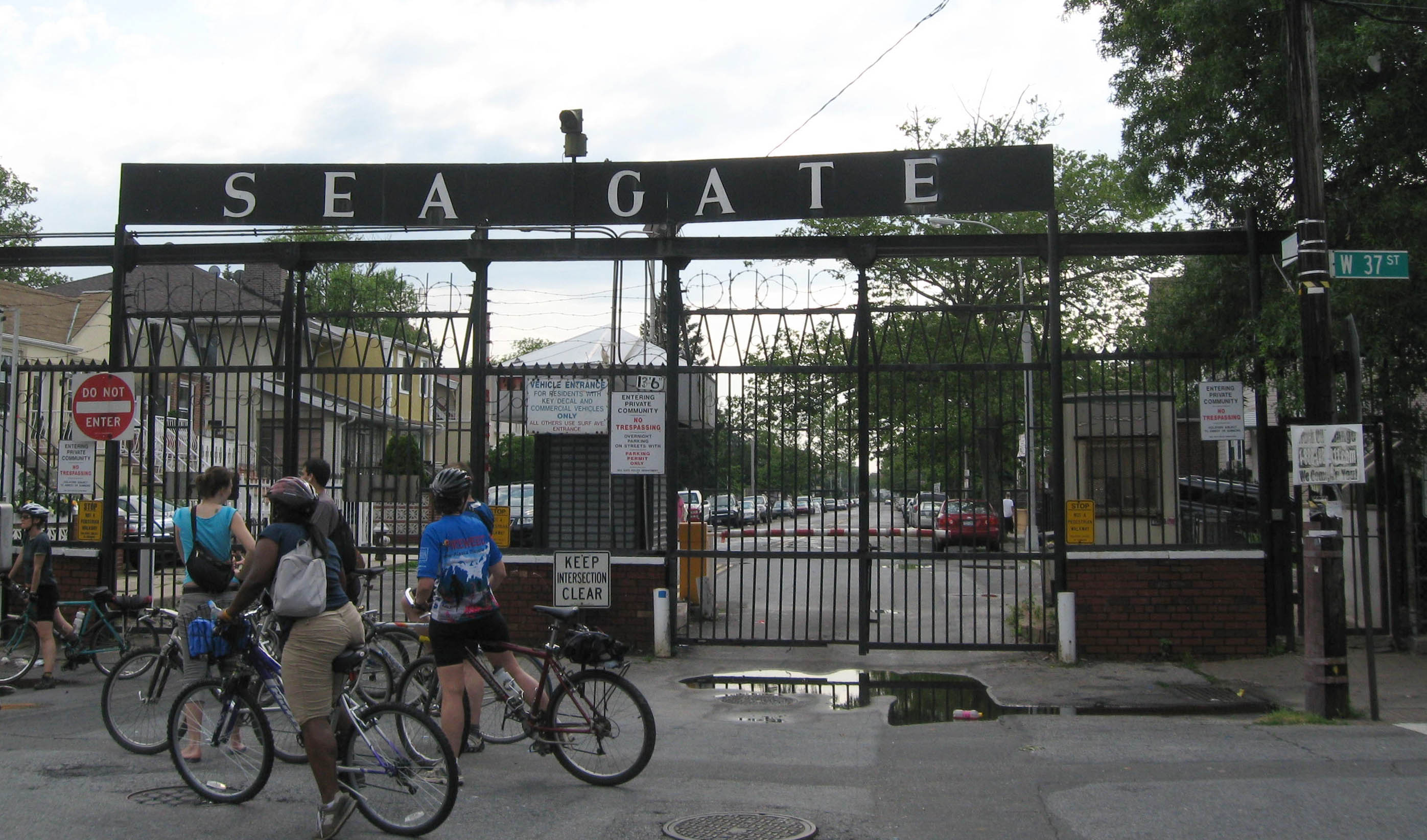
The Eastern entrance to Sea Gate

Окружённый водой, Сигейт крайне подвержен капризам природы. В 1992 году шторм обрушился на район с северо-востока, вынудив провести эвакуацию. Один дом был смыт в океан, а сам шторм вызвал значительные разрушения. В 1995 году Инженерные войска США завершили работы по восстановлению пляжей Кони-Айленда и постройке новых волноломов. К сожалению, это привело к ещё большей эрозии побережья Сигейта со стороны Атлантического океана. Хотя жители Сигейта платят федеральные и местные налоги, налоги штата, а также сборы с домовладельцев Сигейта, часть из них считает, что налоговые поступления не следует направлять на восстановление частного пляжа.
В районе практически нет магазинов. Всего в Сигейте насчитывается 832 дома, согласно переписи 2010 года. Дома построены в различных стилях, в том числе в средиземноморском и в стиле королевы Анны[неизвестный термин]. Сигейт окружен специальной оградой, поверху которой пущена крученая проволока с острыми режущими краями. Оба входа находятся под охраной: в непосредственной близости находится неблагополучный район Кони-Айленд со множеством многоэтажек для малоимущих. Основная масса жителей этого района — афроамериканцы. В последние годы там, на льготных условиях, поселили немало пожилых выходцев из стран бывшего СССР, но общей демографической картины это пока не изменило. Тем не менее, благодаря жёсткому контролю, Сигейт — безопасный район.

### Население
Большинство жителей района — евреи, причем большинство из них правоверные (ортодоксальные) иудеи. В связи с этим, несмотря на относительно небольшое количество жителей (в десятки раз меньше, чем, например, на Брайтон Бич) в Сигейте находится одна из самых больших по вместимости Синагог в Южном Бруклине. В последние годы вдобавок к давним жителям, в Сигейте поселились многочисленные иммигранты из Восточной Европы и стран бывшего СССР. Таким образом, среди нынешних жителей есть немалое количество уроженцев Азербайджана, Армении, Беларуси, Грузии, России, Украины, Узбекистана, Польши, Румынии, Болгарии, Чехии, Словакии и др.

### Парки
Кроме довольно большой территории частных пляжей, на Сигейте находятся два парка.
Первый — это игровая площадка с баскетбольным кортом, наклонными дорожками для скейтбординга, а также детский спорткомплекс в стиле джунгли. Расположен он рядом Центром Сообщества Сигейта на Сёрф Авеню.
Второй парк — это Линдсберг Парк, по соседству с Кони Айлендским маяком. Это небольшой, покрытый песком и травой клочок земли, с которого открывается прекрасный вид на нижний Манхэттен и Мост Верразано.
Летом на Сигейте людей становится больше. Основная масса прибывших идет на пляжи позагорать и искупаться. Тем не менее, пляжи Сигейта немноголюдны, и все лето находятся под контролем спасателей. Так как пляжи частные, то вход возможен только по пропуску. Можно заплатить и стать членом пляжного клуба, хотя изначально в клубе могли состоять только постоянные жители Сигейта.

### Достопримечательности

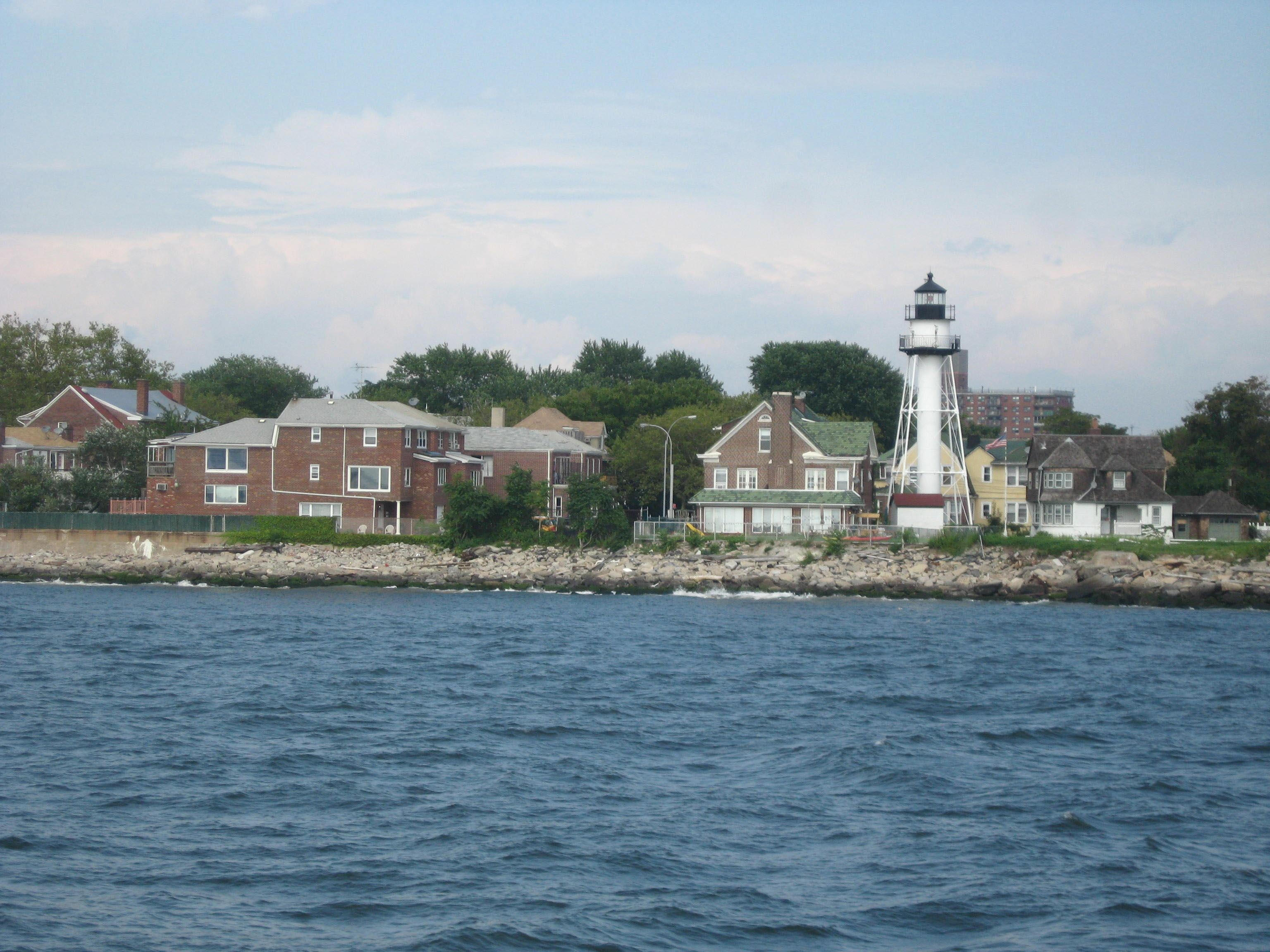
Coney Island Light

Основной достопримечательностью является Кони-Айлендский маяк, расположенный на улице «Бич 47». Он был построен в 1890 году, ещё до заселения Сигейта. Маяк был в прошлом домом Фрэнка Шуберта, самого последнего смотрителя маяка в США. В 1989 году маяк был автоматизирован. Маяк функционирует и в настоящее время, и его огни можно видеть с моста Верразано.
Второй достопримечательностью является часовня, построенная по проекту Стэнфорда Уайта в 1901 году. Служба в часовне проводилась лишь единожды. Теперь она является историческим зданием и используется для проведения различных общественных мероприятий, занятий йогой, а также сбора голосующих во время проведения выборов.